# Лузки (Лосицький повіт)
Лузки (пол. Łuzki) — село в Польщі, у гміні Лосиці Лосицького повіту Мазовецького воєводства.
Населення — 221 особа (2011).
У 1975-1998 роках село належало до Білопідляського воєводства.

## Демографія
Демографічна структура станом на 31 березня 2011 року:
|          | Загалом | Допрацездатний вік | Працездатний вік | Постпрацездатний вік |
| -------- | ------- | ------------------ | ---------------- | -------------------- |
| Чоловіки | 115     | 28                 | 77               | 10                   |
| Жінки    | 106     | 25                 | 55               | 26                   |
| Разом    | 221     | 53                 | 132              | 36                   |